# 巴黎地鐵歷史
這篇歷史條目是巴黎地鐵的擴增。
巴黎地鐵歷史始於19 世紀中葉，其目標是通過城市軌道交通緩解一個地面交通日益癱瘓的城市。然而在國家和巴黎市之間的衝突背景下，項目經歷了半個世紀的爭論：國家希望通過軌道網絡將巴黎的鐵路終點站互連，而市政府則反對大型鐵路網絡，希望建立一個符合當地利益的網絡，嚴格限制在巴黎市內。1900年巴黎世博会迫在眉睫最終導致在 1895年決定實施地下、電氣化和小規格的網絡，這標誌著市政府的勝利。
巴黎地鐵首線開通於 1900 年7 月 19日，其取得的成功導致在工程師菲尔让斯·比安弗尼指導下一個日益龐大網絡的建設，從而在首都的中心地帶完成了壯觀的工程。最初僅限於巴黎市中心，1934年該網絡延伸至郊區，二戰前夕該網絡已超過159公里，共有14條線路、332個車站。在德國佔領期間，交通經歷了驚人的增長，每年達到 10 億人次。
戰後的兩個十年標誌著地鐵發展的挫折，交通當局對公共交通失去興趣，轉而使用汽車。巴黎大眾運輸公司 (RATP)創建於1948年，通過車站的翻新和胶轮轨道系统的改造，逐步實現網絡現代化並改善其形象，並擴展郊區網絡。
1998 年，巴黎地鐵14號線憑藉寬敞的車站和全自動駕駛列車將巴黎地鐵帶入了一個新時代。21 世紀以來巴黎地鐵不斷進行現代化改造，最重要的是現有線路的自動化。該網絡也在向郊區繼續擴展，最重要的是大巴黎快線的建設，這是巴黎周圍的第二環路網絡，目前巴黎地鐵總長度245.6公里，有14條主線和2條支線，共16條路線，合計320個車站，到2030年運營的網絡長度將接近400公里。

## 可行性探讨

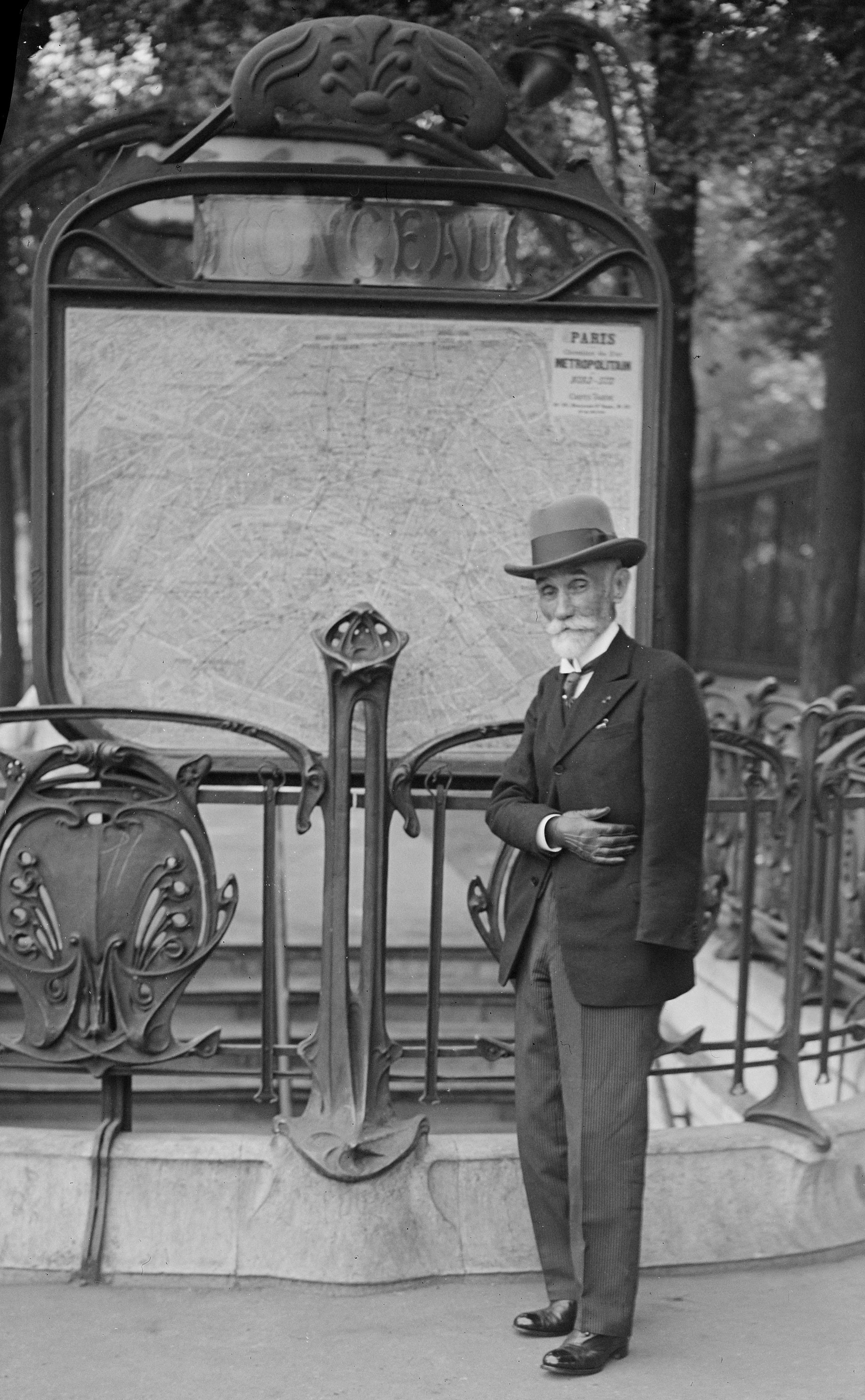
巴黎地铁的规划师菲尔让斯·比安弗尼

1845年，巴黎市政府與各家鐵路公司討論興建巴黎地鐵的可行性時，對於整體路網的形式有歧見：
- 巴黎市政府主張，興建異於其他軌道系統的地鐵，将地铁路网限制于巴黎市区内。

- 鐵路公司主張，通过将郊區路線延长穿过市区，作為興建巴黎地鐵的基礎。当时，巴黎市区的铁路线止于各大火车站，各大火车站之间依靠巴黎环城铁路相互连接。而法国议会对此也表示支持。

在当时，巴黎市政府由左派掌权，而法国政府长时间由右派当政，执政理念上的不同使得双方对巴黎地铁计划的分歧进一步加深。
另外，对于地铁的兴建位置，也有两种截然不同的声音：
- 将路轨建于架空路段，但反对者认为这样会严重影响市容。
- 将路轨建于地下，但反对者认为这样会给乘客的健康带来危害。

关于巴黎地铁的方案计划被讨论了數十年之久而迟迟未有实质性进展。在此期间，伦敦地铁于1863年通车，后又于1890年开始投放电力机车。纽约地铁的前身则于1867年通车，不过建在露天高架位置。布达佩斯地铁也于1896年建成。这些地铁系统给巴黎地铁提供了样本。另外，随着电力革命带来的技术革新，法国政局的更迭，加之巴黎人口增多、交通問題層出不窮，暨1900年巴黎世博会临近，修建地铁系统已是迫在眉睫，最终根據巴黎市政府的構想，興建主要行走于地下的铁路系统。
1896年4月20日，巴黎市议会通过了路桥工程师菲尔让斯·比安弗尼和设计师埃德蒙·于埃拟定的地铁一期路网，并于1898年3月30日对公众宣布这个“城市铁路计划”。

## 一期路网

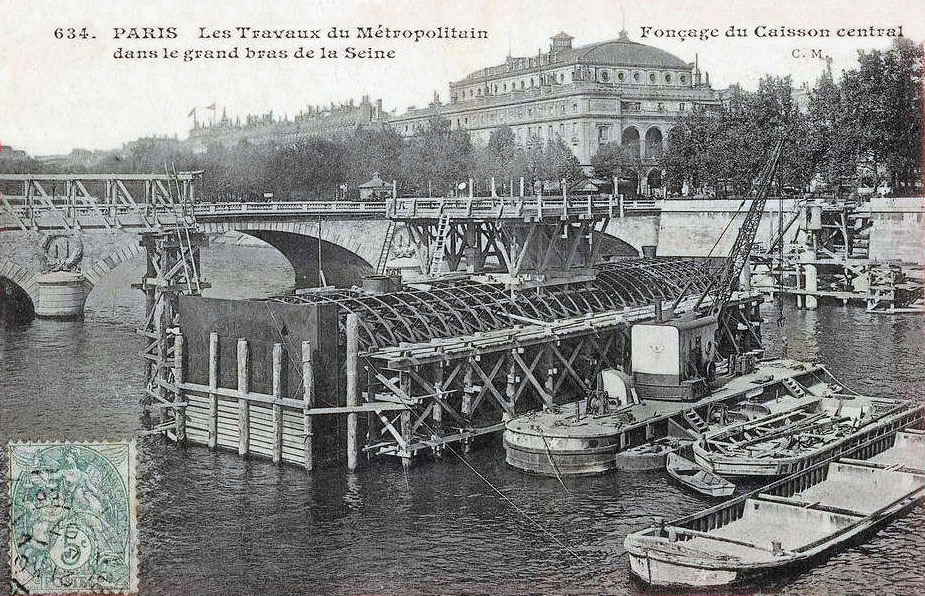
地铁过河隧道的施工场景

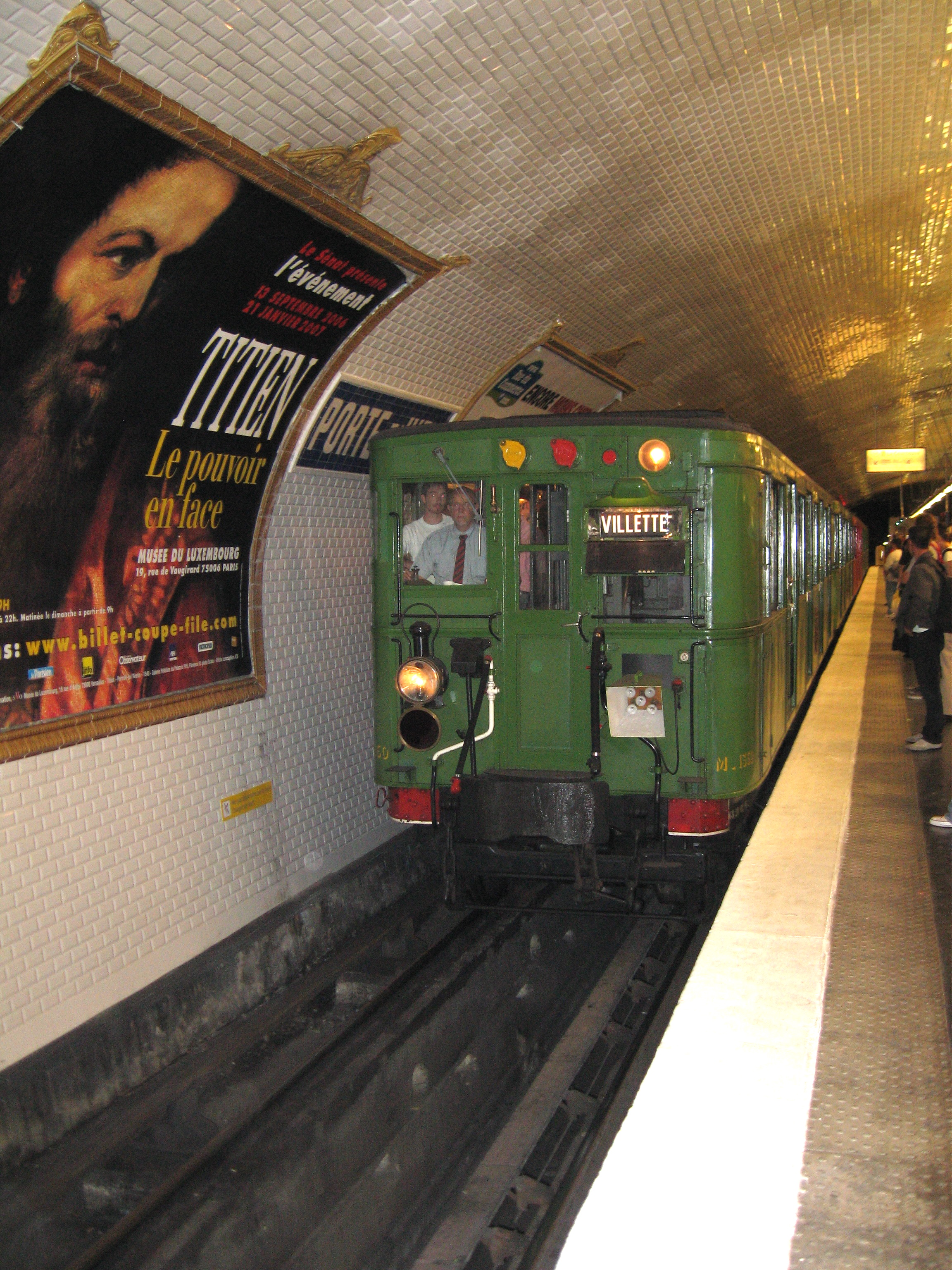
斯普拉格列车车厢

菲尔让斯拟定的一期路网包括6条主线：
- 王妃門站<=> 文森門站，后来经过小幅调整，变成东西轴向的1号线西端起點變更為馬約門站，1900年通車 。
- 星形广场站<=>民族站 (民族廣場)<=> 星形广场站 (今日的夏爾·戴高樂-星形站)，内环线，即2号线，1900年通車 。
- 馬約門站<=> 梅尼尔蒙唐站，后来经过较大调整，变成东西轴向的3号线，1904年通車 。
- 克利尼昂库尔门站<=> 奧爾良門站，后来成为南北轴向的4号线，1908年通車。
- 巴黎东站<=> 奧斯特里茨站，后来演变为南北轴向的5号线，1906年通車，首通段意大利广场站<=> 奧斯特里茨站。
- 文森森林<=>意大利广场站，后来演变成6号线，1909年通車。

巴黎地铁的招标细则上明确规定线路将建在地底，地铁列车宽2.4米，由电力牵引，轨道采用标准轨距，地铁线路不得越过巴黎城门，线路坡度不得高于40‰，曲率半径不得小于75米，车站月台长度被设为75米，不过后来在1号线和4号线上加长到90米。車輛最初為M1型木製列車，之後逐漸替換為金屬製的斯普拉格-汤姆森列車。

### 1号线
1898年10月4日，巴黎地铁开始动工兴建，工程由巴黎城铁公司负责。1900年7月19日，巴黎地鐵首條路線—— 1号线（馬約門站 <=> 文森门站區间）隨1900年巴黎世博会和奥运会開幕啟用，車站的新藝術樣式出入口由建築師艾克特·吉瑪设计。最初CMP對客流持謹慎態度，但市民被这种更高效且舒适的新型交通工具所吸引，客流量不断增加，到1900年12月以載運400萬人次，列车车厢也在通车后的2年内从3节增加到8节，并且出现了一等车厢和二等车厢，前者需要25生丁，后者需要15生丁。

### 2号线
2号线最初設計為環線，后来缩短为以星形广场为界，分为北线和南线，各自行走右岸和左岸的兩個"C"字型路線，1900年10月2日通車，南线首通段星形广场站<=>托卡德羅站，以1號線支線的名義開通。12月13日北线首通段王妃門車站<=>星形广场站開通，稱為2號線北線，1902年东延至安特衛普站，1903年1月东延至巴尼奧雷站 (今日的大仲馬站)，1903年4月2日，2號線北線延伸至終點站民族站。1903年8月10日2號線北線發生巴黎地鐵火災造成84人死亡，是巴黎地鐵歷史上唯一一次但極為嚴重的死亡事故，事故促成CMP採取更多安全措施，包括將列車與車站照明供電系統獨立、將木製M1車廂改為金屬製的斯普拉格-汤姆森列車，設置緊急照明設備。

### 3、4号线
3号线於1904年通車，首通段维利耶站 <=>拉雪茲神父站之间 ，最初規劃作為右岸1、2號線連接線，但经过大幅调整後成為一條與1號線平行的東西線路，其中歌劇院站預計作為3號線與7、8號線轉乘站，深度達到20公尺。3号线于1905年东延至甘必大站，1910年、1911年西延至尚佩雷門站。
4號線特別受到巴黎市民期待，因為它沿著巴黎傳統的南北軸線鋪設，但4號線面臨路線爭議，以及穿越塞纳河的嚴峻施工。最初的設計方案中，4號線北段將從羅浮宮一帶的卢浮-里沃利站筆直往南，穿越塞納河以及法蘭西科學院進入左岸。但由於科學院院士們一致反對讓路軌從學院地下經過影響科研，因此線路向東拐經沙特莱广场附近的沙特莱站，之後穿越巴黎城島，再拐往西南進入拉丁區，1908年4月21日，4號線北段克利尼昂库尔门站<=>沙特莱站通車。
在南段4號線放棄開挖拉斯帕伊大道，改為繞經蒙帕纳斯車站，雖然路程較長，但提供了服務巴黎主要車站之一的優勢，1909年10月30日開通4號線南段拉斯帕伊站至奧爾良門站。塞納河的河底隧道是4號線隧道工程中最關鍵的一部分，採用沉管法修建，1910年1月9日，4號線南北貫通，然而1月24日巴黎發生水災，瓦文站到沙特莱站之間全部被淹沒，直至4月6日才恢復正常營運。

### 5、6號線
2號線南線1903年东延至帕西站，1906年东延至意大利广场站。5号线則于1906年6月2日開通首段意大利广场站<=> 奧斯特里茨站，5號線實際上是巴黎第一條南北向穿越塞納河的地鐵，與4號線不同，5號線以奧斯特里茨鐵橋跨越塞納河，7月13日北延至拉佩河邊街站，7月28日线路暂时延长至巴黎里昂车站，以轉乘1號線。12月17日，该临时性的延长被撤销，改向北延长至雅克·邦塞尔让站（当时叫做朗克里站），並可在巴士底站轉乘1號線，弃用的铁路成为财政线。當時2號線南線與5号线共用意大利广场站的站台，為了避免衝突，1907年2号线南线并入5号线，而北线改稱为2号线，不再有北线的称谓，同年11月15日，5号线北延至巴黎北站。
6號線最初僅是民族站至意大利广场站間的短聯絡線，由於路線位於郊區，CMP對其興趣不高，雖然1906年就已完工，直到1909年3月1日才開通營運。6號線從貝西橋高架跨越塞納河，成為第2條越過塞納河的路線。

## 補充路网

### 南北地下電氣鐵路公司

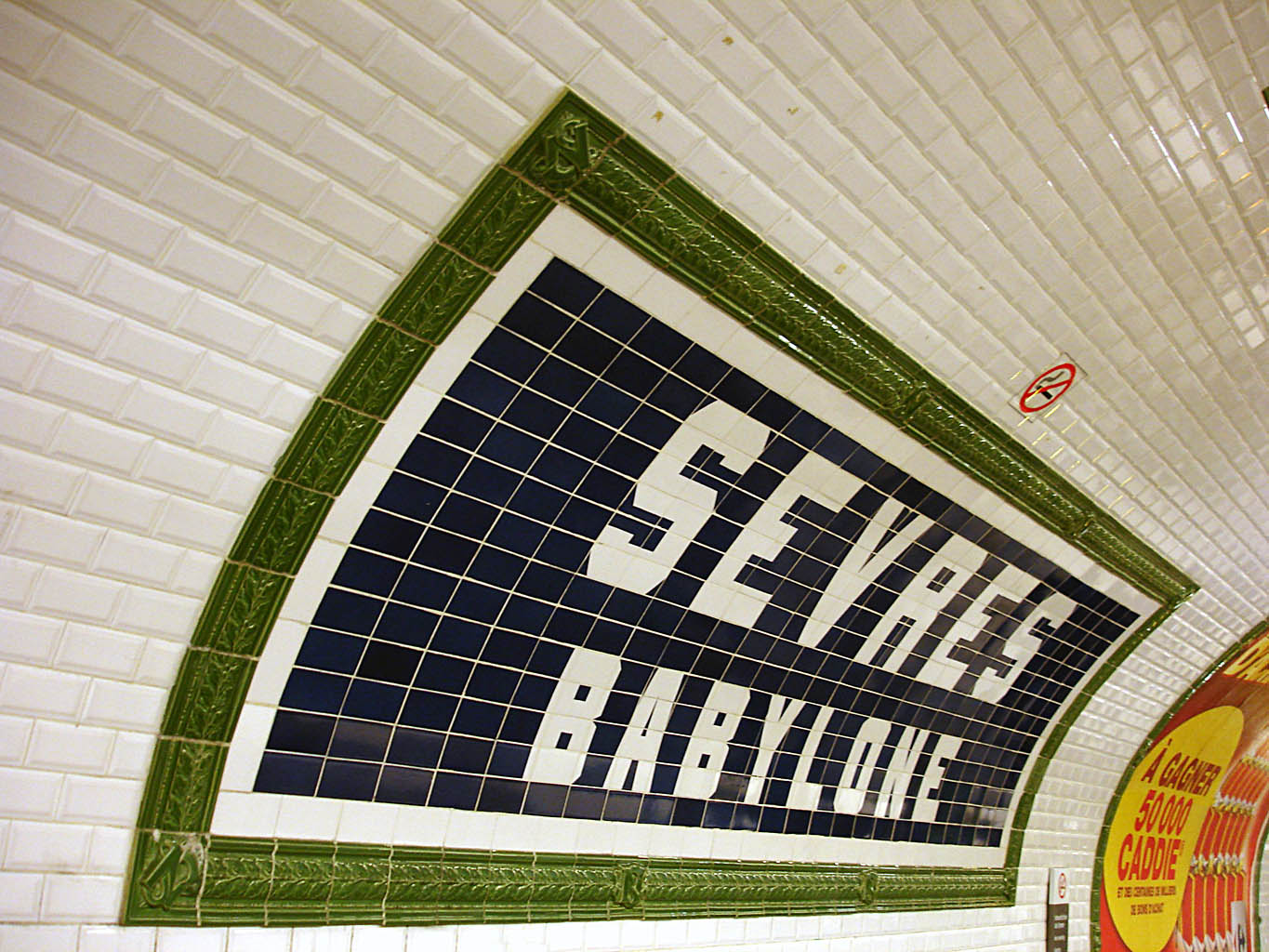
南北公司的特色站名标示

1902年，南北地下電氣鐵路公司成立，参与巴黎地铁路网的修建，与CMP形成了竞争关系。而南北公司的线路亦明显的建在CMP路网的空缺处。
南北公司计划1905年公布的路网包括:
- A線：拉沙佩勒门站 (蒙馬特) <=> 蒙帕纳斯站，又称「MM线」，同年计划向南延長至凡爾賽門站，線路位於4号线以西，后来成为12號線。
- B線：聖拉扎爾站 <=> 聖旺門站 / 克利希門站 (1909年新增)，服務巴黎西北部的乘客，后来成为13号线。
- C線：蒙帕纳斯站 <=> 旺沃門站，往巴黎西南延伸。

1905年，AB两条线的走向对公众发布，随后便开工建设，进度很快，只是由於1910年的巴黎水災，A線延後至1910年11月5日通車，隔年2月26日B線也跟著通車。由於巴黎市政府規定南北公司必須配合CMP，因此南北公司所用之軌距與CMP相同，以便雙方可互相行駛，票價也與CMP達成一致。
A線通車後，1911年北延至皮加勒站，之後穿越蒙馬特高地的地下，在1912年10月30日，延長至于勒·若夫蘭站，1916年路線最終北延至拉沙佩勒门站。B線則於1912年開通通往克利希門站的分支，其中A線的阿貝斯站，因位於山坡下，深達36公尺，至今仍是巴黎地鐵最深的車站。

### 7、8號線
CMP一期路网的成功促成補充路線7、8號線提出，以使巴黎城內任一地點距地鐵站，不超過400公尺。7号线连接市中心歌劇院站 (巴黎歌剧院)与市区东北，1910年11月5日開通首段拉维莱特门站<=> 歌劇院站，1911年1月18日，從路易·布朗站<=>普雷圣热尔韦站的分支建成通車，成為日後的7号线支线，但當時7號線支線並未獨立運營，列車交替往返於兩個分支和市中心之間，使7號線成為巴黎地鐵首條以兩個分支的方式運營的線路，1916年7月1日南延至羅浮宮站。
8号线连接市中心歌劇院站 (巴黎歌剧院)与市区西南，也設計為兩條分支路線分別前往欧特伊门站和塞夫爾門。8號線工程必需兩度穿越塞納河，基於當時4號線的經驗，8號線的也採用沉管法，但由於1910年的水災，導致工程延誤，直到1913年7月13日才開通首段夏爾·米歇爾站（當時叫做博格勒内勒站）<=> 歌劇院站，同年9月30日欧特伊门站<=>博格勒内勒站建成通車，往塞夫爾門的分支則暫緩建設。

### 第一次世界大戰
1910年代時，CMP的一期路网已基本形成，加上南北公司的两条线，巴黎地铁的线路达到了10条，长度达到了91公里（1913年），年客流量达到了4.67亿人次。戰爭期間，隨著地面交通的混亂，地鐵交通量增加。網絡建設受到許多限制，但仍在運行，多項建設工作也仍在繼續，儘管速度較慢。隨著戰爭動員，工作人員減少，部分缺額開始由婦女取代。同時也加速了車輛的現代化，使每輛列車所需人力減少。轟炸的風險和電力短缺正在促使當局減少交通並大幅限制照明，引起了旅客和工作人員的投訴。地鐵多次遭到德國轟炸，1918年3月11日一次轟炸中，驚慌失措的人群前往7號線玻利瓦爾站尋求避難，人群踐踏導致66人死亡，該事件鮮為人知，它被歸為戰爭造成的死傷，而非地鐵事故，但也促成地鐵對出入口重新設計。一戰後許多員工死亡或殘疾，CMP和南北公司皆優先僱用在戰爭中喪生員工的遺孀。

## 二期路网

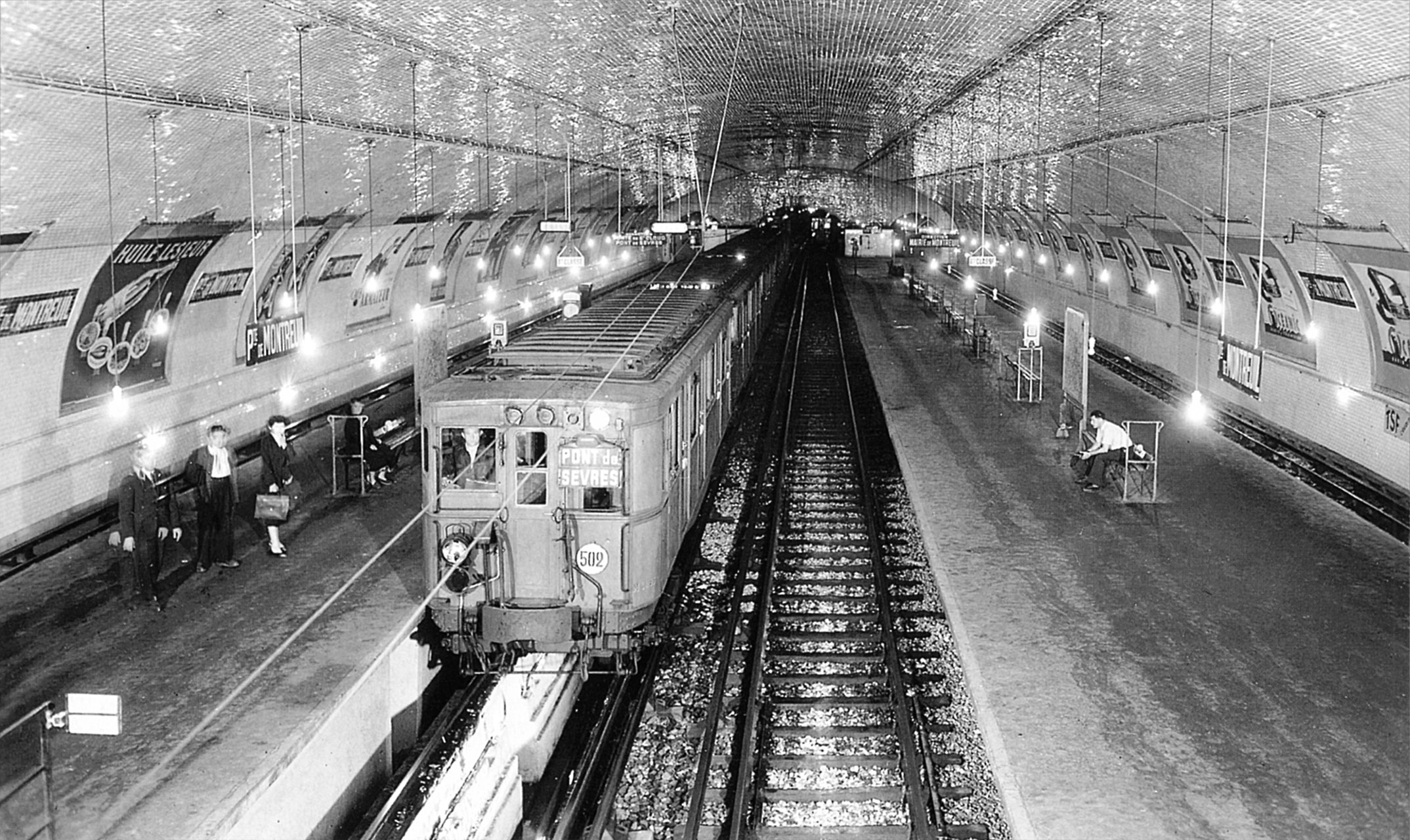
1930年代的蒙特勒伊门站

早在1901年，当局已着手研究二期路网，好让地铁线路完全覆盖巴黎市区，二期路网的拟定仍由菲尔让斯·比安弗尼负责。二期路网包括数条新线路的兴建，以及固有线路的延伸。
- 7号线和8号线将穿越市中心到达市区的另一端，9号线通车后亦将作类似的延伸[8][9]。
- 连接市区西南部与市中心，并行走巴黎十六区大部分地段的9号线[10]。
- 原定的市区内环线，后一再缩减，成为行走左岸中北部的10号线[11]。
- 由於市区东北部美丽城的纜索鐵路趨近飽和，CMP亦規劃11号线作為替代路線，连接當地和市中心的沙特莱站[12]。

### CMP二期路网

沙特莱站站體

二期路网中一部分於戰前便已動工，既有线部分首先開通的是1921年3號線东延至丁香門站，隨後7号线於1926年東延至瑪麗橋站、8号线於1928年東延至黎塞留-德鲁奥站。9号线最初計畫為2號線南線分支，位於巴黎西南，之後計畫改變，9號線成為市区西南部与市中心的連接線，與8號線平行，但位於塞納河右岸。9号线大部分工程於戰前完工，但因為人力吃緊暫緩開通，直到1922年才開通首段埃格泽尔芒站<=>托卡德羅站，1923年5月，線路向北延至聖奧古斯丁站，6月又延至拉法耶特站，9月西端終點站聖克盧門站竣工通車，1928年與8號線一同東延至黎塞留-德鲁奥站。
10号线原定是市区内环线，然而1923年開通首段荣军院站<=>紅十字路口站客流量極差，因此之后計畫一再缩减，於1925年東延至馬比永站，1926年再東延至奥德翁站，但放棄成環運行的計畫。
11号线原本是市区东北部美丽城的纜索鐵路，於1891~1924年營業，由於運量趨近飽和CMP規劃11号线作為替代路線，连接當地和市中心的沙特莱站。11号线於1935年通車，由於沙特莱站的11號線站體位於1、4號線與7號線之間，使1、4、7、11號線得以在沙特莱站站內相互轉乘，戰後又加入RER的沙特莱-大堂站，以及1998年通車的新14號線成為有5條線路的重要換乘站。

### 合併南北公司
CMP的竞争对手南北公司為區隔市場，吸引更多的乘客，将車站設計較為高貴，但此舉並不成功。後南北公司因高昂的维护成本连年虧損，最终於1930年1月1日被CMP購併，AB两条线分別改名为為12和13号线，而后CMP接手修建南北公司計畫的C线，1937年1月開通首段蒙帕纳斯-比安弗尼站<=>旺沃門站并命名为14号线。

## 延伸近郊和路网调整

### 延伸近郊

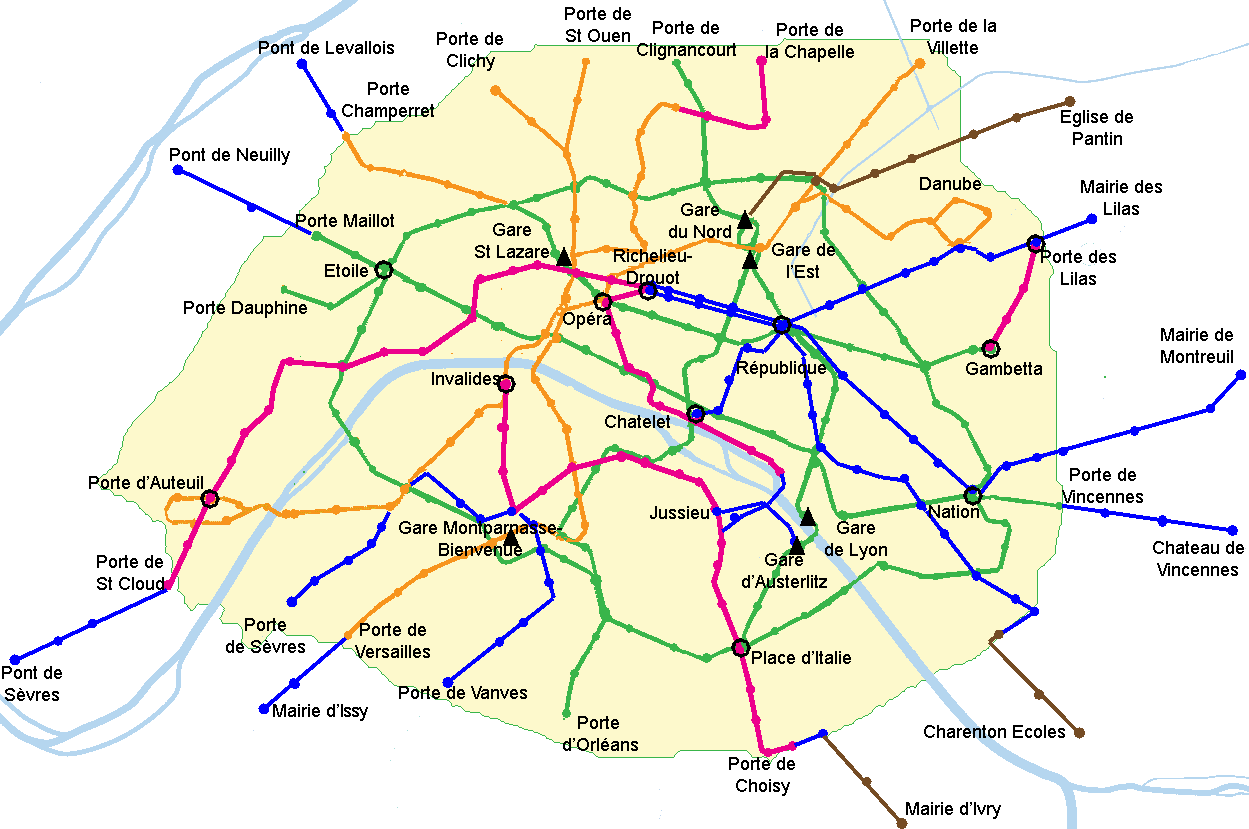
1949年以前巴黎地鐵路網发展
1900-1910 1910-1914
1914-1930 1930-1939
1939-1949

1929年巴黎市政府和周边塞纳省政府达成新协议，计划将巴黎地铁向近郊延伸。之后的1930至1950年代，多条线路延伸出巴黎市区以外：
- 1号线于1934年东延至文森城堡站，于1937年西延至讷伊桥站。
- 3号线于1937年西延至勒瓦卢瓦桥-贝孔站。
- 5号线于1942年北延至龐丹教堂站。
- 7号线於1930年6月3日延伸到叙利-莫尔朗站，1931年合併10号线的延伸段，南延至伊夫里門站。又于1946年南延至伊夫里市政厅站。
- 8号线於1931年5月5日東延至沙朗通門站，又于1942年延伸至沙朗通學校站。
- 9号线於1933年12月10日东延至蒙特勒伊門站，其中黎塞留-德鲁奥 - 共和與8號線共線，又于1937年东延至蒙特勒伊市政府站。西側则于1934年延伸至塞夫爾橋站。
- 10号线于1930年东延至舒瓦西門站，隔年东延段大部分轉交7號線，10號線止於朱西厄站，1937年東延至奧斯特里茨站。
- 11号线于1937年东延至莱利拉市政厅站。
- 12号线于1934年南延至伊西市政厅站。
- 13号线于1952年北延至圣但尼南部的普莱耶尔十字路站。

### 路网调整

1937年路网调整圖

1930至1940年代，巴黎地铁路网进行3次较大规模的调整。首先7号线南延过塞纳河须兴建隧道，为节省时间，改善市区东南部的地铁服务，10号线于1930年向东南延伸至舒瓦西門站，隔年东延段大部分轉交7號線，10號線止於於修站。
另外10號線因客流問題放棄環線計畫，1931年市議會審查了改善網絡的各種方法，決定在1937年對三條線路進行大幅調整。首先8号线改为前往市区西南的巴拉站，8号线原有的西部路段拉莫特-皮凱-格勒內勒 <=> 歐特伊門站转交给10号线，而10号线原有的左岸西北路段蒙帕纳斯-比安弗尼 <=> 榮軍院则转交给新落成的14号线。
1942年5号线因线路过长，故星形广场站至意大利广场站之间的路段於转给6号线，6号线最终呈与2号线（北环線）互补的南环線。

### 第二次世界大戰

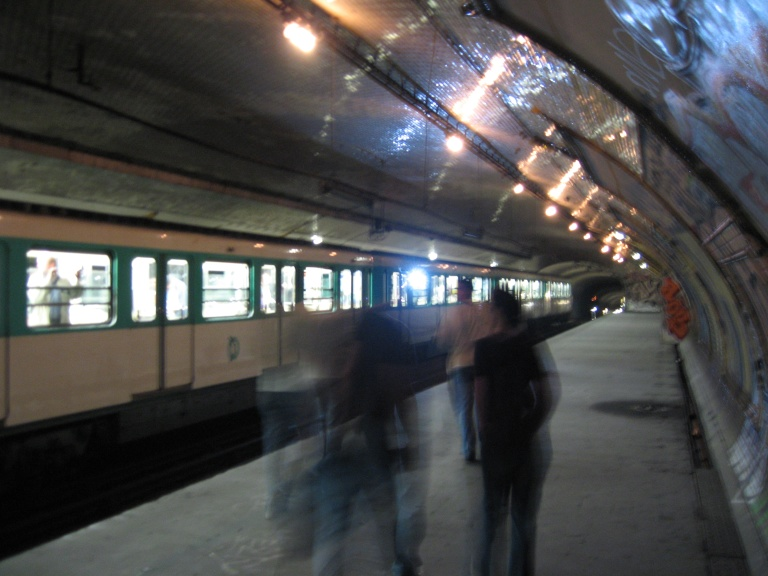
因二战而形成的幽灵车站--紅十字路口站

1939年第二次世界大戰爆發，地鐵被迫減少班次，并關閉大批客流量较低的車站，最终只有85个车站继续营运。1940年巴黎被德军占领后，巴黎人口外流，日客流量跌至仅30万。不过此后逐渐恢复到以往的水平，主因是人口逐漸回歸、战前传统的巴黎路面电车停止服务、以及汽油短缺，第二次世界大戰期间，地铁和自行车成为巴黎当时仅有的交通工具。
二戰期間德占法国军事管辖区當局將他們的顧問強加給巴黎的都市管理當局，由於德國士兵可以免費搭乘，德國國民可以搭乘頭等艙。因此，地鐵成為法國人和德國人差別待遇最顯著的場所之一引發許多衝突。在1941至1944年間，地鐵記錄了325起事件（打架、槍擊、襲擊、搭便車等）。地鐵走廊和站台是個人進行反抗行為的場所，例如：撕毀维希法国海報，在地鐵票上剪下V表示勝利並將它們扔到站台上，留下支持法國的地下報紙等。1941年8月21日，法比安上校在巴尔贝斯-罗什舒阿尔站暗殺一名德國士兵。另外自1942年春天開始，由於猶太人有義務佩戴犹太星，他們只能搭乘每輛列車的最後一節車廂。
然而戰爭並沒有阻止巴黎地鐵的建設，1942年5、6號線調整，13号线北延普莱耶尔十字路站，在戰爭期間持續進行，但直到1952年才開通。1943至1944年，巴黎遭遇盟军的轰炸，有几个地铁车站遭到严重损毁。1944 年春天由於電力限制，週日停止運營，5月停止運營11號線以便將其改造成地下軍火工廠。
1944年8月25日巴黎解放，交通逐漸恢復，幾個車站因同盟國或抵抗運動而改名，例如：法比安上校站、科朗坦·塞尔东站、斯大林格勒站、富兰克林·D·罗斯福站。战后巴黎地鐵因受二戰影響邁入漫長的重建期，直到1960年代仍有許多車站尚未重新營運，其中部份就成為幽灵車站。不过，战后初期，由于公交车停开，地面公共交通基本瘫痪，于是1946年地铁年客流量又达到16亿人次的新高。

## 战后发展
1945年1月1日，CMP被剥夺了地铁的经营权，理由是其总经理在二战期间对德国占领军态度过于恭顺。之后，新上任的公共交通与施工部部长勒内·梅耶临时接管了地铁。
1948年3月21日，法國政府通过法案，將CMP與巴黎大區公交公司合併為巴黎大眾運輸公司（RATP），負責營運巴黎大區的公共交通。次年1月1日，RATP正式成为巴黎大区的公共交通运营机构，此后，巴黎地铁由RATP负责营运。由於战后財政資源有限RATP不得不放棄擴展其網絡，轉向致力于更新地铁列车，翻新车站内部装饰，改善车站照明设备和出入口通道，在部分线路上加装胶轮路轨系统，给路网配备自动领航等新技术，安装自动检票闸机，以及新建RER。

### 胶轮路轨系统

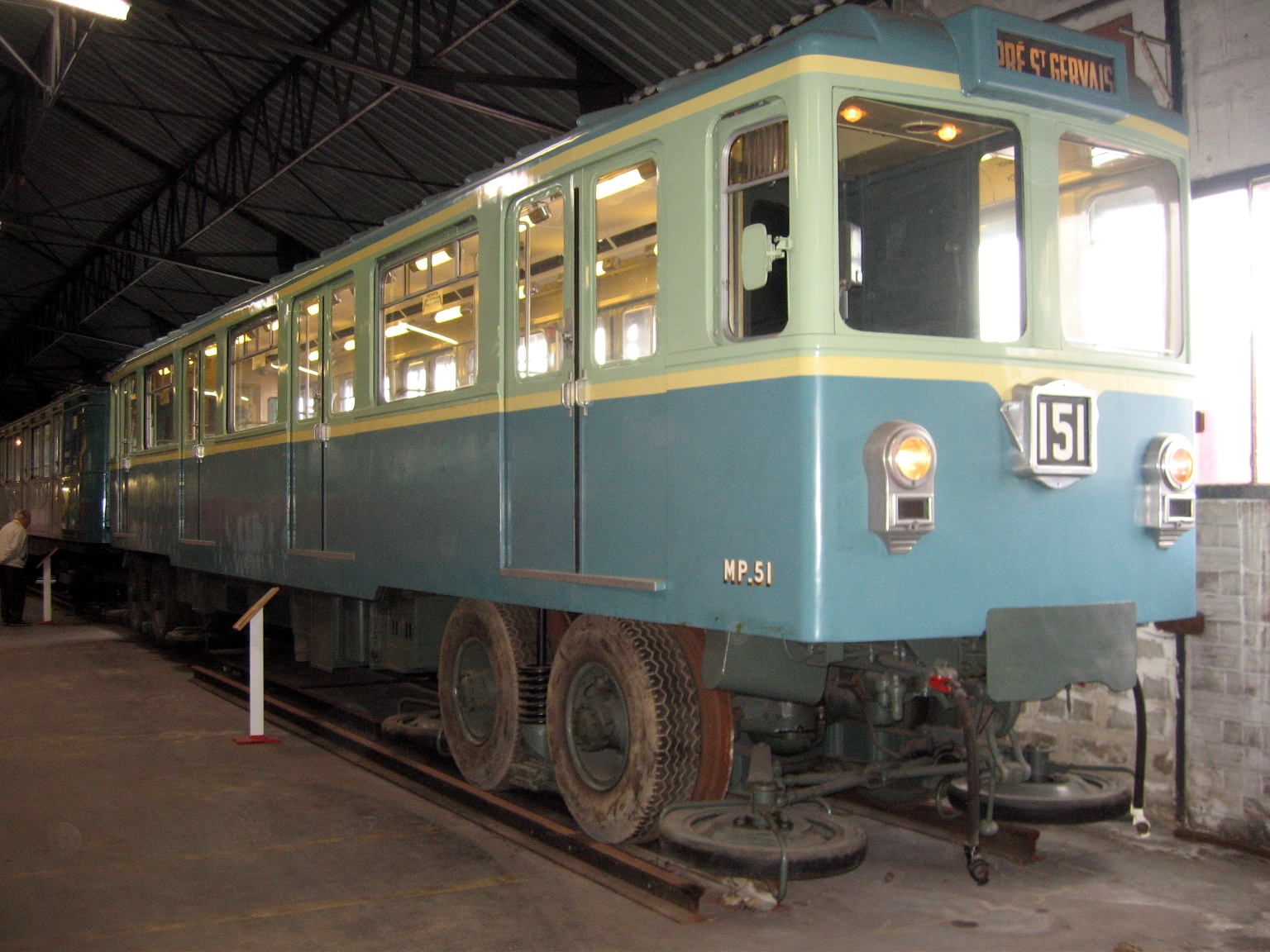
實驗用的MP 51膠輪列車。

戰後RATP工程師開發的一項新技術：膠輪地鐵，膠輪地鐵更安靜、加速和減速更好，增加地铁運量，1952至1956年间，RATP通过短暂测试MP 51列車之后，认为效果很好，于是先在1956年於11号线加装胶轮系统（列车型号为MP 55，后于1999年退役）以观察其实际可行性，因为该线行驶坡度大，又有连续的转弯，故而成为优先的加装对象。随后，客流量最大的1号线和4号线分别于1963年和1967年配备胶轮系统，列车型号为MP 59。6号线由于大量路段位于架空位置，为了解决噪音扰民问题，1974年该线路亦配备了胶轮系统，型号为MP 73。

### 地铁列车更新

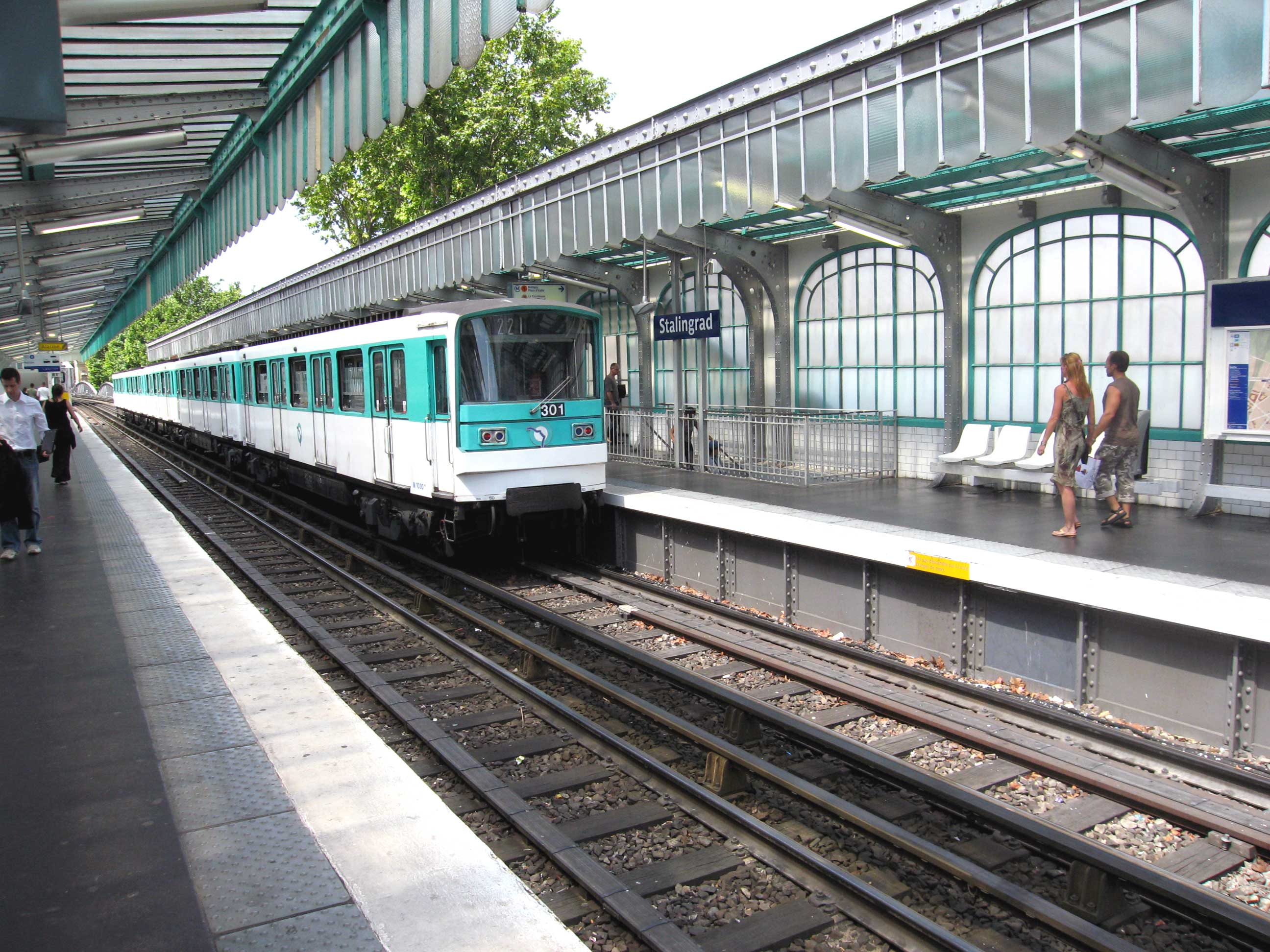
MF 67列車
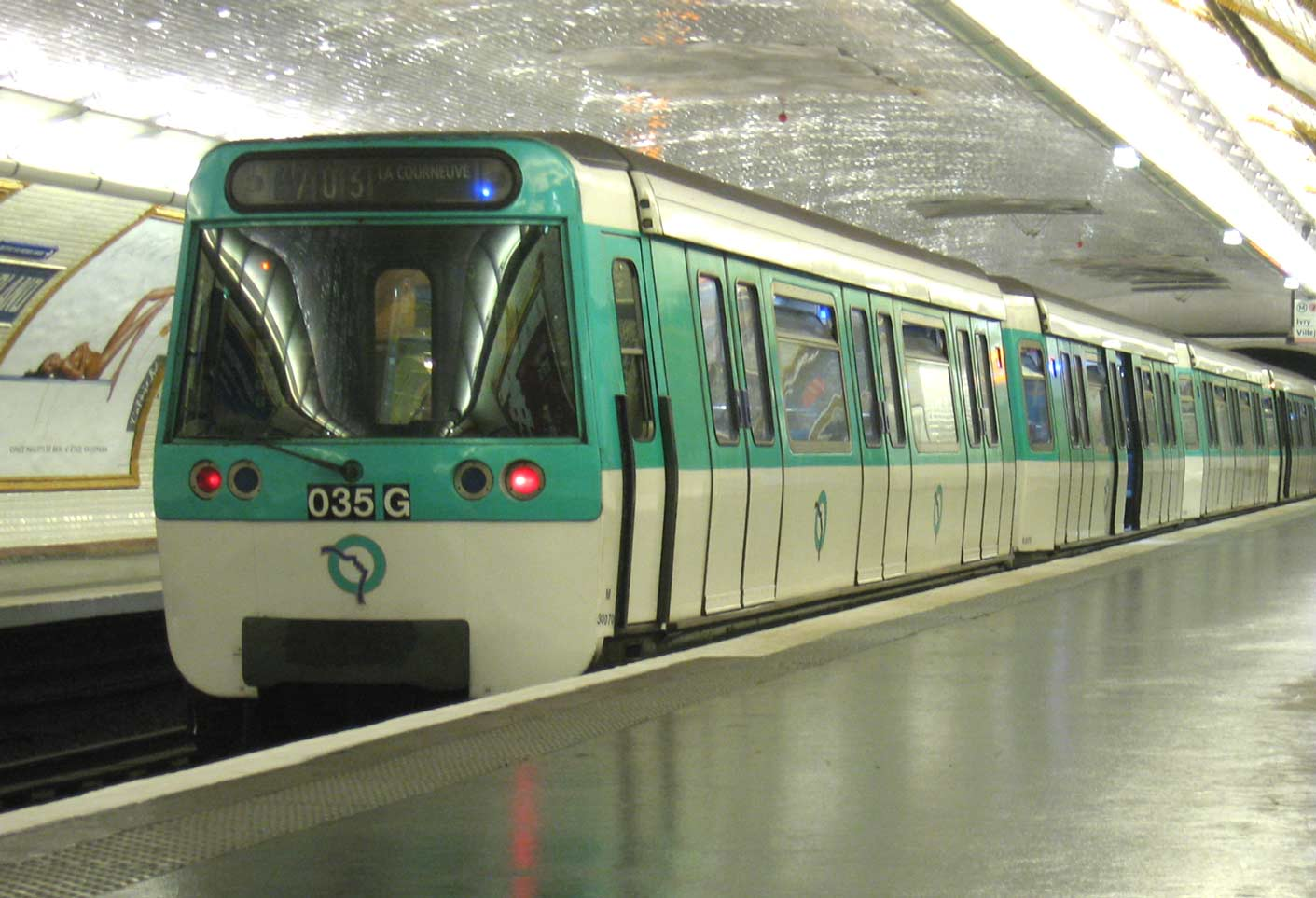
MF 77列車

然而多數線路仍為鋼軌路線，因為將線路轉換為胶轮路轨系统的成本較高，因此推出新款鋼輪列車MF 67。1978年9月推出MF 77相較於過去車輛更安靜、更舒適，旨在服務有極長的郊區路線的7、8、13號線。至於舊的斯普拉格-汤姆森列車則於1983年4月9日結束使用，其營運長達75年，成為巴黎地鐵的重要象徵。

### 地鐵建設重啟
1960年代中期之後，因為汽車數量迅速增長，地面交通越來越擁堵，於是地鐵建設重啟，在1970、80年代進行三次路网调整，以及大量线路向郊区延伸：
- 1号线于1992年西延至拉德芳斯站。

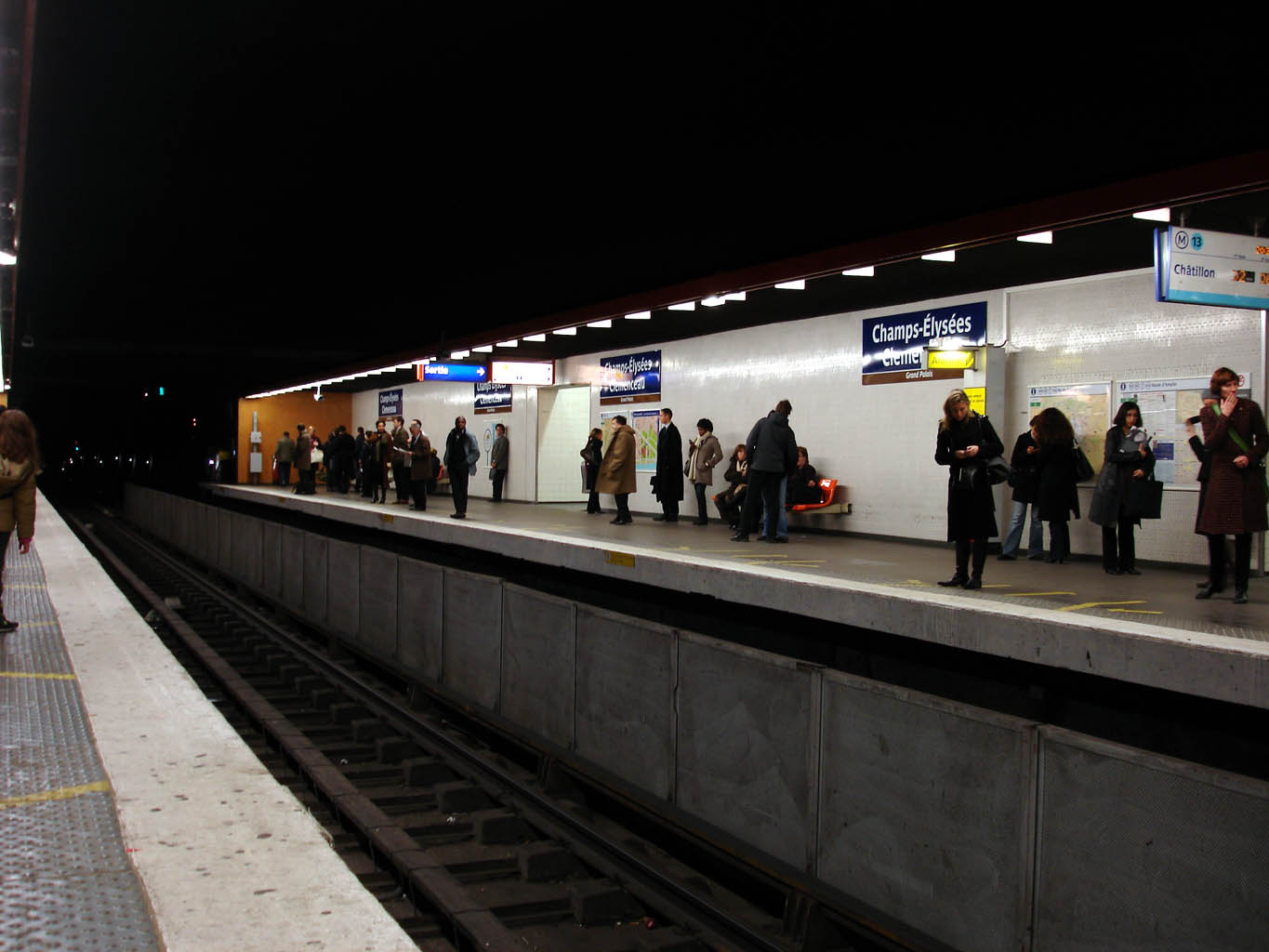
建于1975年的巴黎地铁13号线香榭麗舍-克列孟梭站

- 3号线于1971年向东延至加列尼車站，造成线路走向上的变更，原有的东北路段独立成支线3号线支线单独运作。
- 5号线于1985年向东北延至博比尼-巴勃羅·畢卡索站。
- 7号线原有两个分支，1967年客流量较低的分支独立成7号线支线单独运營，而本线则于1979年向北延长至欧贝维利耶堡站，1987年又北延至新庭站。1982年线路向南新开辟一条分支至克里姆林-比賽特站，该新分支又于1985年南延至猶太城-路易·阿拉貢站。
- 8号线向东南延至克雷泰伊的湖之角站，于1970至2011年间分段開通。
- 10号线向西延至布洛涅-聖克盧橋站，于1980至1981年间分段完成。
- 13号线東北分支于1976年向北延至聖但尼聖殿站，1998年又延长至巴黎第八大学附近的聖但尼大學站；西北分支则于1980年和2008年分两次延伸至加布里埃尔·佩里站、莱库尔蒂耶站。
- 13号线的南部于1973年和1975年分两次向南延伸至塞纳河岸边香榭丽舍-克列孟梭站，14号线亦于1976年向南延至沙蒂永-蒙魯日站，同年11月9日，穿越塞纳河的新河底隧道竣工，14号线并入13号线，成为13号线的南段。

## 近期發展

### 東西快速地鐵

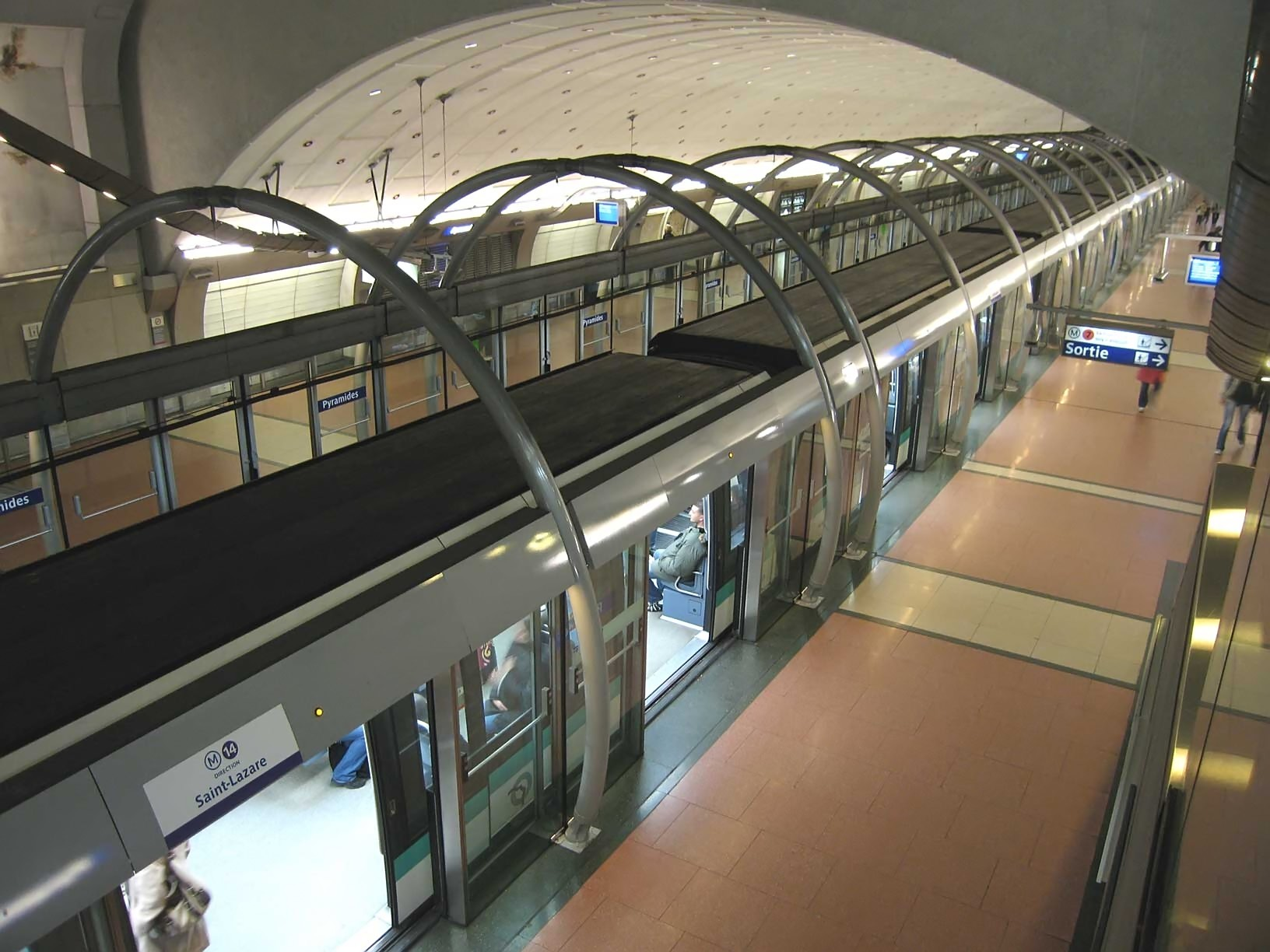
最新开通的14号线

1998年10月，距上次開通新線 (1937年的舊14號線)61年之後，最新的14号线（不是上文的14号线）通車，穿越巴黎市中心地带。该线采用無人駕駛系統，是巴黎地铁第一条全自动化的线路。14号线工程於1993年開始，涉及在巴黎地下鑽探一條全新隧道。通車後14號線车站空间广阔，照明充足，月台长度达到120米，由于线路站距和RER接近，列车最高时速可达80公里，远高于其他地铁线，使14号线较其他线路来的高效。线路还安装了月台幕门以保证乘客的人身安全。
2003年12月16日，線路從瑪德蓮站向北延伸一站至聖拉扎爾車站，線路客流量因此暴增30%。2007年6月27日，線路從弗朗索瓦·密特朗圖書館站向西南延伸一站至奧林匹亞德站。

### 地铁列车更新
1997年，1號線配備了新列车，屬於阿爾斯通大都會型列車的MP 89，其中包含多項創新，特別是車廂連通和車載視頻監控。14 號線配備了同款車輛的自動化版本。鋼軌路線進行現代化改造，交付了同屬阿爾斯通大都會型列車的車輛MF 01，該車輛於 2009 年開始交付配備了空調設備。2011年1號線自動化後投入新的自動化MP 05列車，隨後14號線也於2014年使用，MP 05是巴黎地鐵第二款配有空調的列車。
2019年，14 號線接收新的8編組MP 14以增加運力，而2019年宣布的MF 19將在2020年代推廣到大多數鋼軌路線。由於14號線計畫將全面替換為MP 14 CA列車，原本在14號線使用的自動列車MP89 CA、MP 05於2022年轉移至4號線，與4號線增購的MP 14一同營運，均採用6節編組。而原本4號線的MP 89 CC型手動駕駛列車則轉移至6號線，並配合6號線站台，縮減為5節編組，取代6號線的MP 73型列車。

### 既有線自動化
由於14號線的成功，2007年RATP启动了1号线的自动化改造计划。RATP同时亦对一些车站进行深度翻新，并且根据客流量的变迁适时调整地铁营运时间。1號線各个车站加装了1.8米的月台闸门，其材质与14号线的类似。2011年起，无人驾驶的MP 05列車逐步替代固有的MP 89 CC人工驾驶列車 ，信号系统亦进行了改造。而线路最早的西端终点站——马约门站的旧月台被改造成供MP 05维护的车厂。到2012年，这条存在年代最久远（112年），客流量最大的线路也完全自动化。
繼1號線之後，4號線自動化於2013年展開，相關工程與1、14號線類似，工程融資於2013年開始，2014年開始相關工程。於2016年訂購20列6節編組的MP 14型列車，在2022年接收第一批自動化車輛，2023年12月15日，4号线完全自动化。

### 路線擴展
在21世紀之後，巴黎地鐵的擴張包括：
- 13号线西北分支于2008年6月延长至現時的終點站莱库尔蒂耶站。
- 8号线于2011年10月向東延长至現時的終點站湖之角站。[33]
- 12号线于2012年12月向北延长一站至人民阵线站[34]，位于欧贝维利耶和圣但尼之间。2022年5月再向北延长一站至欧贝维利耶市政厅站。[35]
- 4号线于2013年3月向南延长一站至蒙魯日市政府站[36]，位于南部近郊的蒙鲁日。2022年1月再向南延长至巴涅-露西·奧布拉克站。[37]
- 14号线于2020年12月向北[註 1]延长4站，新增兩座車站延长至圣旺市政厅站，與13號線交會，分擔其運量，並連接13號線的兩條分支。[38][39]
- 11號線于2024年6月東延羅尼-布瓦-佩里耶站（英语：Rosny–Bois-Perrier station）。[40]

## 大巴黎快线
大巴黎快线是一个计划中的环形地铁网，項目涉及6條路線，包括新建4条快速地铁线路 (  ·  ·  · 號線)、以及既有線11、14號線延伸，将连接巴黎近郊地區，包括巴黎各重要機場，並环绕市区一圈，长达200公里，預計每天為 200 萬乘客提供服務，用于缓解几条辐射向地铁和RER线路的负载。该项目于2011年1月通过公众辩论，并于同月26日由法国政府和法兰西岛委员会达成协议，作为大巴黎计划的一部分。大巴黎快线各路線预计2024年至2030年间通车。
大巴黎快线已完成项目有：

大巴黎快线的網絡規劃

- 號線已於2020年向北[註 1]通車延长至聖旺市政府站。[38][39]2024年6月，14号线南北再延長，北端延伸一站，至圣但尼-普莱耶尔站（英语：Saint-Denis Pleyel (Paris Métro)），南端延伸14公里，設置7個車站，至奧利機場站（英语：Aéroport d'Orly station），連接奧利機場。南北兩端延伸線完工後的14號線長27.8公里，有21座車站，其中20个已开通。[42]